# Sex/Život
Sex/Život, v anglickém originále Sex/Life, je americký dramatický a romantický televizní seriál. Seriál je inspirován knihou 44 kapitol o 4 mužích od B.B. Easton. Hlavní role ztvárnili Sarah Shahi, Mike Vogel, Adam Demos a Margaret Odette. 
Seriál měl premiéru 25. června 2021 na Netflixu. V září 2021 bylo oznámeno, že byla objednána druhá řada seriálu a že seriál zhlédlo již přes 67 milionů domácností po celém světě.

## O seriálu
Seriál vypráví o mladé ženě Billie, žijící na předměstí se svým manželem a dvěma malými dětmi. I když ji zdánlivě nic nechybí, začne si psát deník, kde vzpomíná, jak si užívala nespoutaného života jako mladá, a zejména si připomíná intimní zážitky se svým tehdejším přítelem Bradem. Problém nastane, když deník najde její manžel. 

## Obsazení
| Sarah Shahi         | Billie Connelly                           |
| Mike Vogel          | Cooper Connelly, manžel Billie            |
| Adam Demos          | Brad Simon, bývalý přítel Billie          |
| Margaret Odette     | Sasha Snow, nejlepší kamarádka Billie     |
| Jonathan Sadowski   | Devon, Cooperův kolega a nejlepší kamarád |
| Amber Goldfarb      | Trina, Devonova manželka                  |
| Li Jun Li           | Francesca, Cooperova nadřízená            |
| Phoenix Reich       | Hudson, syn Billie a Coopera              |
| Meghan Heffern      | Caroline                                  |
| Joyce Rivera        | Olga                                      |
| Jennifer Dale       | paní Mannová                              |
| Hrant Alianak       | pan Mann                                  |
| Hannah Galway       | Emily                                     |
| Alex Paxton-Beesley | Judy                                      |
| Lauren Collins      | Brenda                                    |
| Wallis Day          | Gigi (2. řada)                            |
| Dylan Bruce         | Spencer (2. řada)                         |
| Craig Bierko        | Mick (2. řada)                            |
| Cleo Anthony        | Kam (2. řada)                             |
| Darius Homayoun     | Majid (2. řada)                           |

## Seznam dílů
| Č. v seriálu | Č. v řadě | Původní název                        | Český název                  | Režie             | Scénář            | Premiéra na Netflixu |
| ------------ | --------- | ------------------------------------ | ---------------------------- | ----------------- | ----------------- | -------------------- |
| 1            | 1         | The Wives Are in Connecticut         | Manželky jsou v Connecticutu | Patricia Rozema   | Stacy Rukeyser    | 25. června 2021      |
| 2            | 2         | Down in the Tube Station at Midnight | O půlnoci v metru            | Patricia Rozema   | Stacy Rukeyser    | 25. června 2021      |
| 3            | 3         | Empire State of Mind                 | Hlava plná velkoměsta        | Jessika Borsiczky | Jordan Hawley     | 25. června 2021      |
| 4            | 4         | New New York                         | Nový New York                | Jessika Borsiczky | Jessika Borsiczky | 25. června 2021      |
| 5            | 5         | The Sound of the Suburbs             | Jak zní předměstí            | Samira Radsi      | Jamie Dennig      | 25. června 2021      |
| 6            | 6         | Somewhere Only We Know               | Někam, kde to známe jenom my | Samira Radsi      | Resheida Brady    | 25. června 2021      |
| 7            | 7         | Small Town Saturday Night            | Sobota večer na malém městě  | Sheree Folkson    | Kimberly Karp     | 25. června 2021      |
| 8            | 8         | This Must Be the Place               | Tady to musí být             | Sheree Folkson    | Stacy Rukeyser    | 25. června 2021      |

## Vznik seriálu
Dne 19. srpna 2019 bylo oznámeno, že Netflix bude produkovat osmidílný seriál, který vytvoří Stacy Rukeyser. Rukeyser byla rovněž zmíněna jako producentka seriálu, společně s J. Milesem Dalem. V lednu 2020 bylo oznámeno, že hlavní roli ztvární Sarah Shahi. O dva měsíce později byli mezi hlavní herce doplněni Mike Vogel, Adam Demos a Margaret Odette. 
Natáčení seriálu mělo původně začít na jaře 2020, ale kvůli pandemii covidu-19 bylo posunuto na konec srpna 2020. Natáčení skončilo dne 9. prosince 2020 v městě Mississauga v Kanadě. První řada seriálu byla na Netflixu zveřejněna 25. června 2021. 